# Ciclo de vida
Ciclo de vida é o conjunto de transformações por que podem passar os indivíduos de uma espécie para assegurar a sua continuidade.
Algumas definições se referem especificamente ao ciclo de vida do indivíduo, inclusivamente considerando o seu final com a morte do organismo; outras se centram no processo de reprodução sexuada, apesar de referirem os ciclos de vida assexuados.
Na realidade, conhecem-se variados tipos de ciclos de vida e, em muitos casos, existe alternância, ou mesmo coexistência no mesmo indivíduo, de gerações sexuadas e assexuadas. No caso das angiospermas, por exemplo, é frequente que a mesma planta que produz sementes produza também estolhos, outra forma de reprodução assexuada. Contudo, é através da reprodução sexuada que as espécies conseguem manter a variabilidade genética necessária à sua sobrevivência, não só através da troca de genes entre diferentes indivíduos, pela cariogamia, mas também pela recombinação, possível durante a meiose.

## Em organismos eucariontes
Conforme a nomenclatura proposta por Nils Svedelius, do ponto de vista da ploidia, ou seja, do número de complementos cromossômicos nas células, podem considerar-se três tipos de ciclos de vida nos organismos que se reproduzem sexuadamente: ⁣
- ciclo de vida haplobionte, em que há apenas um tipo de organismo adulto;
- ciclo de vida haplobionte haplonte, se a forma adulta é haploide;
- ciclo de vida haplobionte diplonte, se a forma adulta é diploide;
- ciclo de vida diplobionte, em que há dois tipos de forma adulta, uma haploide e outra diplóide.

Existe alguma confusão na literatura entre as palavras "haplobionte" e "diplobionte", que são muitas vezes associadas respetivamente a indivíduos haploides e diploides. No entanto, a palavra haplobionte tem origem na língua grega e significa "seres simples", ou seja, que apresentam apenas um tipo de indivíduos, sejam haploides (ou haplontes) ou diploides (diplontes). A palavra "diplobionte" indica seres vivos com um ciclo duplo, ou seja, em que aparecem alternadamente indivíduos haploides e diploides. As palavras "haplodiplonte" e "haplodiplobionte" são ambíguas e devem, portanto, ser evitadas. Nos diversos ciclos de vida, a meiose ocorre num determinado momento. Por esse motivo a meiose tem diferentes denominações, dependendo dos ciclos de vida. Assim sendo, no ciclo de vida haplobionte-haplonte a meiose é pós-zigótica ou inicial, no haplobionte-diplonte é pré-gamética ou final e no diplobionte é pré-espórica ou intermediária.

### Ciclo de vida haplobionte haplonte (H,h)
Muitos protistas e fungos apresentam todas as células somáticas haploides. Nestas espécies, apenas o zigoto, formado pela fusão de gametas, é diploide; e normalmente sofre imediatamente meiose para formar esporos (células haploides) que darão origem aos novos indivíduos por mitoses.

### Ciclo de vida haplobionte diplonte (H,d)
Nos animais e alguns protistas, todas as células somáticas são diploides. Os animais e algumas algas possuem, no entanto, uma linhagem de células germinativas, que vão dar origem aos gametas por meiose.

### Ciclo de vida diplobionte (D,h+d)
As plantas vasculares, os briófitos e algumas algas apresentam alternância de gerações entre indivíduos diploides, que produzem esporos haploides por meiose, o esporófito, e indivíduos haploides que produzem gametas por mitose, o gametófito. Nas plantas vasculares, apenas os pteridófitos apresentam indivíduos diploides e haploides separados, respetivamente o indivíduo adulto e o protalo. Nas espermatófitas, o gametófito feminino, representado pelo tecido nutritivo haploide (gimnospermas) ou pelo saco embrionário (angiospermas) e o gametófito masculino, representado pelo tubo polínico (gimnospermas e angiospermas), são "parasitas" do esporófito, enquanto que nos briófitos, o esporófito está representado pelo indivíduo formado pelo pé, pela seta e pela cápsula, onde existem esporângios que formam esporos haploides por meiose. O esporófito se desenvolve a partir do zigoto nos tecidos do gametófito, sendo este a forma adulta.

## Em protozoários
Em muitos protozoários, não se conhece a reprodução sexuada, uma dos modos já observada foi a fissão binária, em que apenas ocorre a mitose do núcleo; em muitos outros, no entanto, observam-se várias formas de reprodução sexuada, ocorrendo principalmente quando as condições ambientais são adversas. Podemos assim dizer que, nestes organismos a reprodução é uma alternância de gerações assexuadas e sexuadas.
Para além da fissão binária, foram ainda observadas outras formas de reprodução assexuada, como o brotamento, em que uma célula continua as suas funções vitais, enquanto o núcleo se divide e migra para a membrana, onde se forma uma larva que posteriormente se liberta. Noutras espécies, como o Plasmodium (o organismo responsável pela malária), ocorrem múltiplas mitoses na mesma célula, dando origem a uma multidão de esquizontes, num processo conhecido como esquizogonia.
No que respeita a reprodução sexuada, forma igualmente observadas várias modalidades, em que existe união de duas células. Em alguns casos, como na paramécia e outros ciliados, o micronúcleo sofre meiose e núcleos-filhos são trocados, para depois se juntarem dentro de cada uma das células; pode considerar-se este processo como um tipo de conjugação, em que as células parentais mantêm a sua individualidade. Noutros casos, as células sofrem uma singamia completa, dando origem a uma célula zigótica; nalgumas espécies não existe diferenciação, mas noutras observa-se anisogamia, com a formação de células (ou "sexos") diferentes.